# Moro-Konflikt
Der Moro-Konflikt ist der bewaffnete Konflikt zwischen der Regierung der Philippinen und islamistischen Gruppierungen.
Dies schließt Aufstände radikaler Muslime, indigener Völker und Rebellengruppen, die gegen Korruption und fremde Herrschaft aktiv sind, ein. Die islamische Aktivität im Rahmen des Aufstandes schließt die Nationale Befreiungsfront der Moros, die Islamische Befreiungsfront der Moros und Abu Sajaf ein. Sie sind in erster Linie auf der Insel Mindanao und dem Sulu-Archipel, wobei die Mitgliedschaft größtenteils zu den Moros gehört. Diese Gruppen waren seit den 1960er Jahren aktiv und wurden durch islamistische Gruppen aus dem Ausland, wie der Jemaah Islamiyah und al-Qaida unterstützt.
Seit 2001 haben die jeweiligen Regierungen der Philippinen und der Vereinigten Staaten diesen Konflikt als Teil des Kriegs gegen den Terrorismus angesehen. Eine amerikanische Militäraktion namens Operation Enduring Freedom - Philippines wurde eingerichtet, um der Regierung der Philippinen gegen den Aufstand zu helfen.
Seit 1978 wurden im Laufe des Konfliktes rund 150.000 Menschen getötet.

## Geschichte
Aufstände auf den Philippinen gehen auf die Rebellionen gegen Spanien und den Krieg gegen die Vereinigten Staaten zurück.
Der letztere führte zum Moro-Aufstand.
Anfang Oktober 2012 fanden Friedensgespräche statt. Die Islamische Befreiungsfront der Moros strebt keinen eigenen Staat mehr an und bekommt im Gegenzug eine autonome Region. Die Gespräche wurden allerdings für gescheitert erklärt und der Konflikt setzt sich dennoch fort. Die Nationale Befreiungsfront der Moros besetzte im September 2013 die Stadt Zamboanga City und nahm zahlreiche Geiseln gefangen.